# 第九艦隊 (日本海軍)
第九艦隊（だいきゅうかんたい）とは、昭和18年（1943年）11月15日に日本海軍が編成した艦隊である。

## 概要
オーストラリアで整備中のアメリカ軍の北上に備え、西部ニューギニアの防衛を担当する艦隊として水上部隊及び陸上部隊をもって編成された。しかし、「艦隊」と称しても水上艦艇は若干の駆潜艇しかなく、主力は陸上の2個根拠地隊である。その根拠地隊のうちでも連戦で疲弊していた第7特設根拠地隊は戦力に乏しく、1944年（昭和19年）3月に第2特別根拠地隊と合併して第27特別根拠地隊となった。その戦力は、カイリル島の特別根拠地隊本隊のほか、わずか1個警備隊に過ぎない。この第90警備隊も、旧第2特別根拠地隊が保持していた通信隊・港務部から抽出したものである。
根拠地隊合併とともに、南東方面艦隊から南西方面艦隊に移管された。
司令部を北岸のウェワクに置き、ホーランディア（現ジャヤプラ）に移った。1944年（昭和19年）4月22日にアメリカはホーランディアに上陸すると、カイリル島に置かれた第27特別根拠地隊本隊以外の艦隊全兵力（約1,000人）で迎撃した（ホーランジアの戦い）。しかし、サルミへ撤退中の5月3日の戦闘で第九艦隊司令部は壊滅し、遠藤喜一長官・緒方真記参謀長・鬼束鉄夫第90警備隊司令ら幹部が戦死する。その2日前には、新たな隷下部隊としてビアク島へ駐留させるべく、第28特別根拠地隊が第四南遣艦隊隷下で編成されたが、第九艦隊への増援は実現しなかった。
第27特別根拠地隊のみが孤立し、艦隊としての体をなさなくなったため、1944年7月10日をもって第九艦隊は解隊した。第27特別根拠地隊は南西方面艦隊直率となり、終戦まで自活を強いられた。第28特別根拠地隊は一度も第九艦隊隷下に収まることなく第四南遣艦隊隷下に残り、ビアク島の戦いで同年12月に玉砕した。

## 編制

### 1943年11月15日、新編時の編制
- 第2特別根拠地隊（ウエワク）
  - 第26駆潜隊
  - 第34駆潜隊
  - 第2通信隊
  - 第12港務部
- 第7根拠地隊（ラエ→シオ→ウエワク）
  - 附属：第26号駆潜艇、第34号駆潜艇、第35号駆潜艇
  - 第2通信隊
  - 第12港務部
- 附属：白鷹、不知火、第16号掃海艇、第32号掃海艇、第34号掃海艇、第35号掃海艇
  - 佐世保鎮守府第5特別陸戦隊

### 1944年4月1日、戦時編制制度改定後の編制
- 第27特別根拠地隊（カイリル）
  - 第90警備隊（ホーランディア）
- 附属艦隊：白鷹・第26号駆潜艇、第34号駆潜艇、第35号駆潜艇
- 第12魚雷艇隊
  - 第2通信隊
  - 第57防空隊
  - 第87防空隊

### 1944年7月10日、最終時の編制
- 第27特別根拠地隊（カイリル）
  - 第90警備隊（ホーランディア）

## 歴代司令長官
1. 遠藤喜一中将：1943年11月15日 - 1944年5月3日（玉砕）

## 歴代参謀長
1. 緒方真記少将：1943年11月15日 - 1944年5月3日（玉砕）

## 上級部隊
- 南東方面艦隊　1943年11月15日 - 1944年3月25日
- 南西方面艦隊　1944年3月25日 - 1944年7月10日（解隊）